# Lamprophthalma togoensis
Lamprophthalma togoensis är en tvåvingeart som beskrevs av Günther Enderlein 1924. Lamprophthalma togoensis ingår i släktet Lamprophthalma och familjen bredmunsflugor.
Artens utbredningsområde är Togo. Inga underarter finns listade i Catalogue of Life.